# Ебріма Сохна
Ебріма Сохна (англ. Ebrima Sohna, нар. 14 грудня 1988, Бакау) — гамбійський футболіст, півзахисник клубу «Форчун» і національної збірної Гамбії.

## Клубна кар'єра
У дорослому футболі дебютував 2005 року виступами за команду «Воллідан», в якій провів два сезони. 
Привернув увагу представників тренерського штабу норвезького «Саннефіорда» і 2007 року перебрався до Європи. Відіграв за команду із Саннефіорда п'ять сезонів у першості Новрегії і залишив команду на початку 2012 року після завершення контракту.
За деякий час знайшов варіант продовження кар'єри у сусідній Фінляндії, де 2012 року грав за «РоПС» і «КуПС».
2013 рік провів у першості Казахстану, де захищав кольори «Востока», після чого на два роки повернувся до команди «КуПС». Згодом грав за «Аль-Арабі» (Кувейт), фінський «ВПС», азербайджанську «Кешлу», мальтійську «Мосту» та сенегальський «АСЕК Ндіамбур».
Влітку 2021 року повернувся на батьківщину, ставши гравцем клубу «Форчун». Того ж року допоміг команді перемогти у чемпіонаті Гамбії.

## Виступи за збірні
2007 року залучався до складу молодіжної збірної Гамбії.
2008 року дебютував в офіційних матчах за національну збірну Гамбії. У її складі був учасником Кубка африканських націй 2021 року в Камеруні.

## Титули і досягнення
- Чемпіон Африки (U-17): 2005